# Ледебурит
Ледебурит је микроконституент у структури ливеног гвожђа настао у током еутектичке реакције: L→γ+Fe3C на температури 1147°C и масеном уделу угљеника 4,3%.
Име је добио по немачком металургу (  1837-1916) који га је први описао 1882. године.

## Структура и особине
Постоји два типа ледебурита: ледебурит I који је стабилан на високим температурама (аустенит + цементит) и ледебурит II (перлит + цементит) који настаје еутектоидном трансформацијом аустенита из ледебурита I у перлит и стабилан је и на собној температури. 

## Погледати
- Гвожђе